# Corrie Pabst
Cornelia Johanna (Corrie) Pabst (Woerden, 12 november 1865 – Laren, 21 november 1943) was een Nederlands aquarellist, etser, schilder en tekenaar.

## Leven en werk
Corrie of Corina Pabst was een dochter van legerofficier Carel Fredrik Pabst (1831-1909) en Johanna Hasselman (1834-1900). Ze werd opgeleid aan de Haagse Academie van Beeldende Kunsten en was een leerling van de schilder Henk Bremmer. Ze wordt gerekend tot de kunstenaarsgroep Bremmerianen. Ze maakte onder meer figuurvoorstellingen, (kerk)interieurs, portretten, stillevens, landschappen en stadsgezichten. In 1912 vestigde ze zich in het schildersdorp Laren. Ze nam onder meer deel aan de tentoonstelling De Vrouw 1813-1913. Ze was lid van De Brug en de Vereeniging van Beeldende Kunstenaars Laren-Blaricum. Haar werk is onder meer opgenomen in de collectie van het Rijksmuseum Amsterdam.
Zij liet met haar zus door architect K.P.C. de Bazel in 1911 aan de Drift 7 in Laren een villa bouwen, genaamd Steenbergen. Het pand heeft een tuin van 1,7 ha en omvatte onder meer 27 kamers, een tuinmanswoning, een zwembad, een tennisveld en een schildersatelier. Het pand, dat de status van rijksmonument had, brandde in 1978 af, maar werd in gemoderniseerde vorm herbouwd met onder meer vloerverwarming en airconditioning.
Pabst overleed in 1943, korte tijd na haar 78e verjaardag.

## Exposities
Tussen 8 januari en 19 februari 2022 was een expositie gewijd aan het werk van Corrie Pabst in het Brinkhuis te Laren.

### Trivia
In 2006 betrok televisiepresentator Reinout Oerlemans (1971) het huis op Drift 7 in Laren met zijn gezin. Hij verkocht het weer in 2015.

## Werken (selectie)

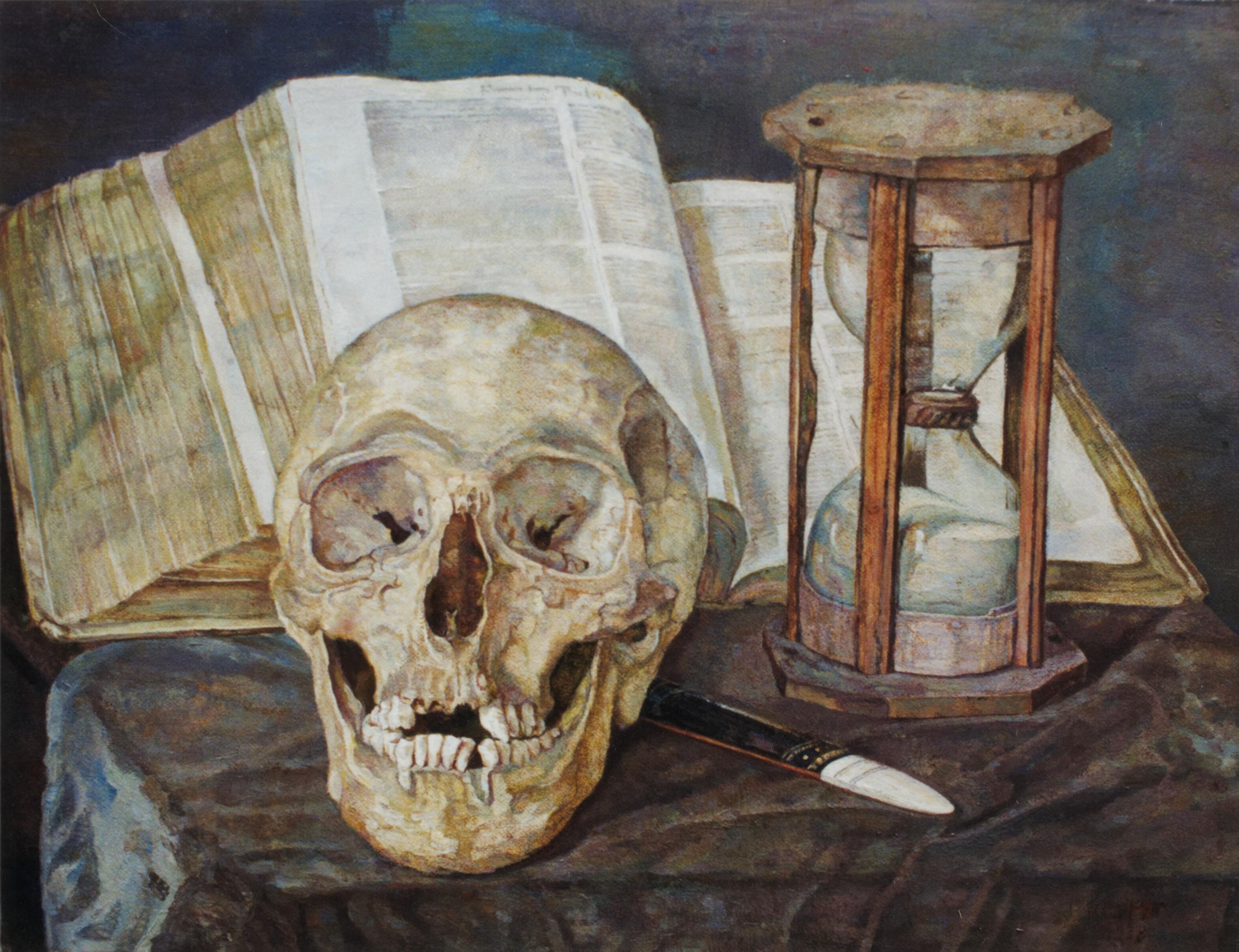
Vanitas (1908)
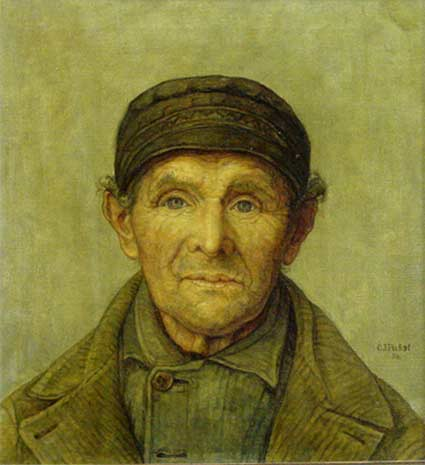
Larense boer
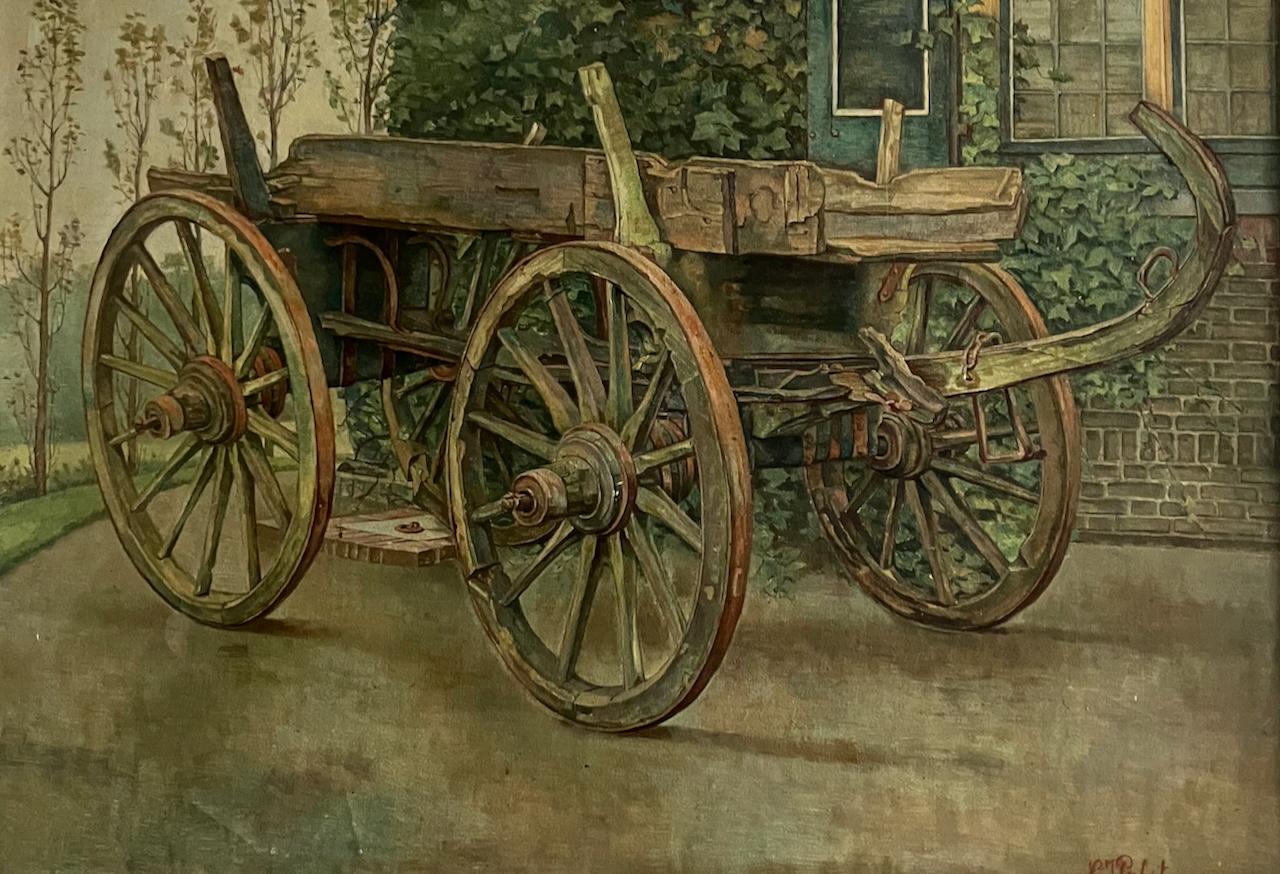
Boerenwagen (1911)